# Medidas de culpa e vergonha
Medidas de culpa e vergonha são usadas por profissionais de saúde mental para determinar a propensão de um indivíduo a sentimentos autoconscientes de culpa ou vergonha.
A culpa e a vergonha são emoções sociais e morais negativas, bem como reguladores comportamentais, mas diferem nas suas causas e motivações percebidas: fontes externas causam vergonha que afeta o ego e a autoimagem, enquanto a culpa é auto-originada e concentra-se em como os outros são impactados. 
Medidas de vergonha e culpa são úteis para entender as reações dos indivíduos a situações embaraçosas e lamentáveis em psicoterapia e psicopatologia. Algumas das medidas mais comumente usadas são o Harder's Personal Feelings Questionnaire-2 (Questionário de Sentimentos Pessoais de Harder-2) (PFQ-2), introduzido em 1990, o Self-Conscious Affect and Attribution Inventory (Inventário de Atribuição e Afeto Autoconsciente) (SCAAI), o Test of Self-Conscious Affect (Teste de Afeto Autoconsciente) (TOSCA) e a Guilt and Shame Proneness Scale (Escala de Propensão à Culpa e à Vergonha) (GASP), introduzida mais recentemente. 

## Métodos
Medidas de culpa e vergonha são normalmente uma pesquisa de autorrelato que fornece exemplos de sentimentos de culpa e vergonha, ou cenários nos quais uma pessoa pode vivenciar um desses sentimentos. Os entrevistados geralmente são solicitados a indicar, usando uma escala numerada, a probabilidade de experimentarem cada resposta emocional. Em alguns casos, as respostas são de múltipla escolha.
Esses métodos não exigem que o entrevistado formule ou dê definições de culpa ou vergonha e evitam discrepâncias que podem surgir das definições variadas do indivíduo. No entanto, diferenças nas classificações de culpa e vergonha podem ocorrer e ocorrem em diferentes medidas, e podem ser vistas quando múltiplas medidas fornecem resultados ligeiramente diferentes para o mesmo sujeito.

## Medidas

### Escala de Propensão à Culpa e à Vergonha
O GASP é uma medida relativamente nova de culpa e vergonha desenvolvida por Taya R. Cohen que adota uma abordagem diferente para as classificações dessas emoções. O teste de autorrelato avalia a propensão à culpa e à vergonha, em vez de apenas a presença dos sentimentos.
O teste é único por suas subclassificações de culpa e vergonha em: culpa-comportamento-avaliação-negativa (NBE), culpa-reparação, vergonha-autoavaliação-negativa (NSE) e vergonha-retirada.  Há 16 itens no questionário, quatro para cada subclassificação. Cada item é uma breve descrição de um cenário embaraçoso ou transgressão cotidiana; o entrevistado é solicitado a imaginar que está naquela situação e então indicar a probabilidade de sua experiência corresponder ao descrito por meio de uma escala de 1 a 7, "1" significa "muito improvável" e "7" significa "muito provável". Os cenários são variados e incluem falhas no local de trabalho, pequenos crimes, gafes sociais, entre outros.  A pesquisa conduzida usando o GASP mostrou que ele poderia medir de forma confiável a propensão à culpa e a propensão à vergonha, e que a propensão à culpa estava correlacionada a comportamentos pró-sociais saudáveis, enquanto a vergonha estava correlacionada a comportamentos antissociais mais prejudiciais à saúde. 
O GASP tem uma vantagem sobre as medidas existentes de culpa e vergonha pela sua capacidade de testar diferentes tipos de culpa e vergonha, especialmente a capacidade de distinguir a NSE da abstinência por vergonha, onde existe normalmente incerteza em testes como o TOSCA.  Este teste é potencialmente útil para prever comportamentos indesejáveis em indivíduos, avaliando suas disposições em relação aos subtipos de reações, em vez de apenas sua tendência a sentir culpa ou vergonha.

### Questionário de sentimentos pessoais-2
Uma versão expandida do PFQ original de D.W. Harder, desenvolvido em 1987, o PFQ-2 é um questionário de autorresposta que consiste em adjetivos e declarações que descrevem vergonha ou culpa. Os adjetivos e afirmações são classificados em uma escala de 5 pontos, uma resposta "0" significa que o indivíduo não experimenta a emoção e um "4" significa que ele a experimenta muito fortemente. 
O questionário foi usado para mostrar correlações entre culpa e vergonha, estilos de apego e os "Cinco Grandes" traços de personalidade: Neuroticismo, Extroversão, Abertura à experiência, Amabilidade e Conscienciosidade. A medida foi usada em conjunto com outras medidas de autorrelato de personalidade e apego em pesquisas que concluíram que a culpa e a vergonha têm correlações significativas com "construções de personalidade amplas e duradouras". 

### Inventário de Afeto e Atribuição Autoconsciente
Apresentado em 1990, o SCAAI foi desenvolvido especificamente para populações de jovens adultos, oferecendo cenários que indivíduos em idade universitária normalmente encontrariam e fornecendo quatro respostas possíveis para cada cenário. As respostas correlacionam-se com a culpa, a vergonha, a externalização da culpa e o distanciamento.  A medida foi uma das primeiras a usar respostas baseadas em cenários, em oposição aos estilos de resposta adjetiva mais comumente usados.
Por meio de testes, o SCAAI foi determinado como confiável nas quatro subescalas de vergonha, culpa, externalização e distanciamento; as subescalas de orgulho tiveram confiabilidade muito menor e, portanto, não são consideradas um dos principais usos da medida. Os testes que utilizaram o SCAAI descobriram que as subescalas de vergonha e culpa estavam positivamente intercorrelacionadas, permitindo aos pesquisadores concluir que as duas subescalas estão altamente relacionadas, mas funcionalmente diferentes. 

### Teste de Afeto Autoconsciente
Originalmente modelado com base no SCAAI, a versão atual do TOSCA, o TOSCA-3 é a medida de culpa e vergonha mais comumente usada atualmente. O TOSCA-3 mede a propensão à culpa e à vergonha por meio de uma série de 16 cenários  desenvolvidos a partir de descrições de experiências pessoais reais de culpa, vergonha e orgulho, incluindo vários cenários positivos. O teste é de formato de resposta de múltipla escolha, oferecendo quatro respostas para cada um dos 16 cenários, onde cada escolha é classificada em uma escala de 5 pontos, uma classificação "1" significa "pouco provável" e uma classificação "5" significa "muito provável". 
A validade do TOSCA foi apoiada por pesquisas sobre a propensão à culpa e à vergonha como um fator de risco para o desajustamento psicológico.  No entanto, a TOSCA tem sido criticada por ser excessivamente simplista ao julgar a culpa como uma resposta mais saudável e pró-social do que a vergonha, por problemas em distinguir a culpa da vergonha e por tentar medir as disposições de personalidade através de um teste de cenários específicos.  Embora normalmente usado para medir as emoções características de culpa e vergonha, o TOSCA demonstrou ser um bom preditor da tendência para comportamentos motivados e relacionados à culpa ou emoções relacionadas à vergonha; o teste não foi capaz de distinguir a tendência de sentir qualquer emoção, o que é importante para determinar os riscos de problemas psicológicos relacionados, como depressão, baixa autoestima, etc. 

## Usos
Culpa e vergonha são motivadores-chave para a ação moral e afetam muito a maneira como uma pessoa responde a estímulos emocionais. E a propensão do indivíduo a sentir culpa ou vergonha e sua propensão a agir de acordo com uma delas têm implicações na estabilidade emocional e nas tendências interpessoais. Motivações para ações morais podem dar insights sobre como um indivíduo percebe a si mesmo e situações negativas, o que pode ser uma informação valiosa em psicoterapia, locais de trabalho, escolas e muitos outros ambientes ainda a serem explorados neste contexto.
A TOSCA demonstrou ligações entre a propensão à vergonha e a depressão, a ansiedade e a baixa autoestima.  Assim, os investigadores que utilizam o TOSCA concluíram que “pode ser útil para os clínicos prestarem atenção à propensão do cliente para sentir vergonha e à sua tendência para externalizar a culpa como indicadores de risco de desajustamento psicológico”.  O TOSCA e o SCAAI foram usados em estudos sobre a relação entre sentimentos de culpa/vergonha e raiva/ agressão, que descobriram que a vergonha está positivamente relacionada à raiva, desconfiança e hostilidade, enquanto a culpa está negativamente relacionada à raiva.  Essa descoberta reforça que a culpa é a resposta emocional mais pró-social e também abre novas áreas de interesse em estudos sobre raiva e violência. As escalas de vergonha em estudos que utilizaram o TOSCA e o PFQ-2 mostraram correlação com uma infinidade de aspectos da psicopatologia, mas também mostraram sobreposição suficiente com as escalas de culpa para que haja potencial para mais pesquisas nesta área. 
Além disso, pesquisas recentes de Mintz, Etengoff e Grysman no Journal of Child and Family Studies relacionaram relatos retrospectivos de comportamentos parentais com relatos de vergonha e culpa de adultos emergentes, medidos pelo TOSCA. 